# Sericocoma denudata
Sericocoma denudata är en amarantväxtart som beskrevs av Joseph Dalton Hooker. Sericocoma denudata ingår i släktet Sericocoma och familjen amarantväxter. Inga underarter finns listade i Catalogue of Life.